# Biblioteca Nacional de Alemania

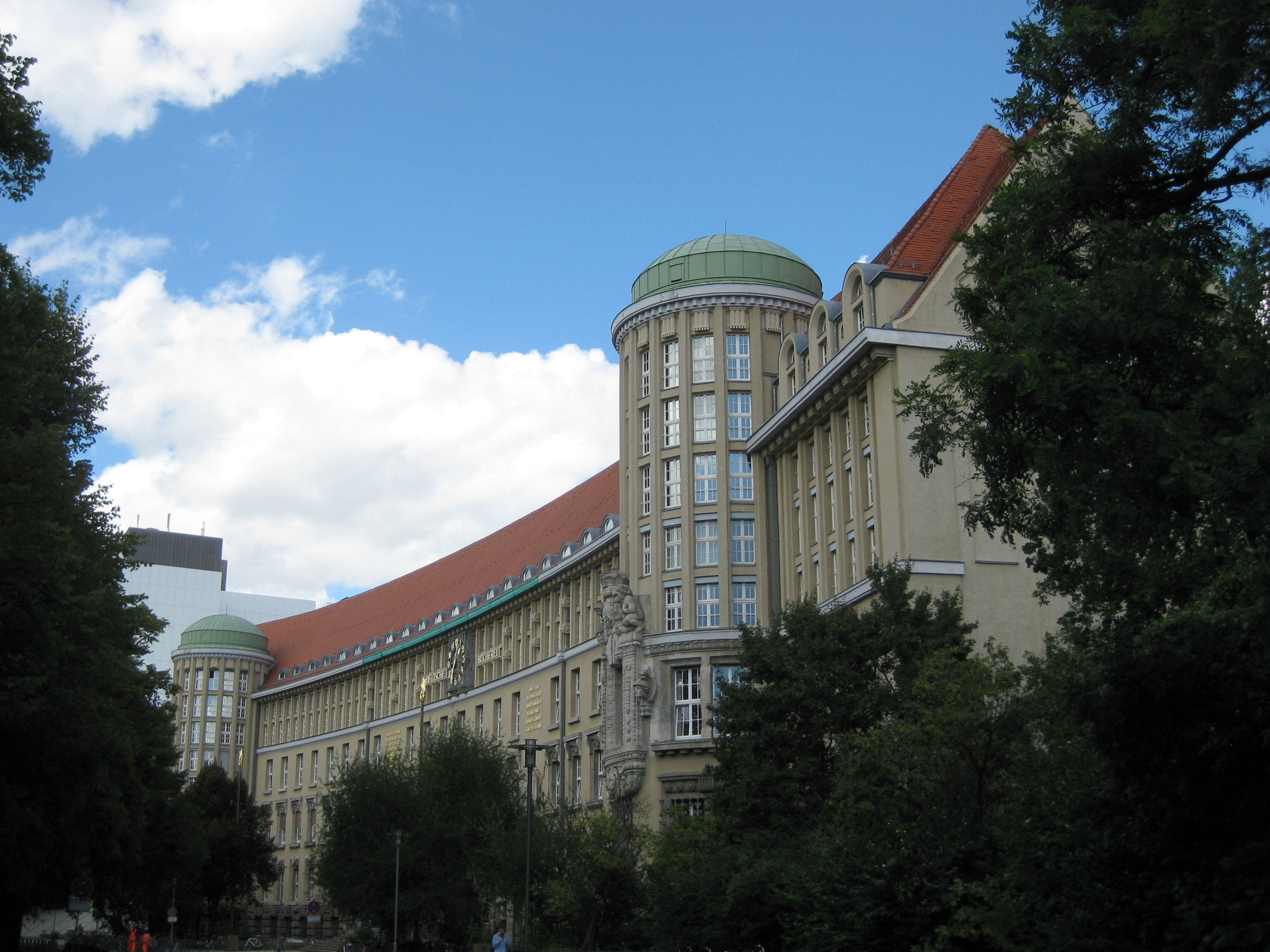
Edificio de la Biblioteca en Leipzig.

La Biblioteca Nacional de Alemania (en alemán: Deutsche Nationalbibliothek, DNB) es la biblioteca más importante de la República Federal Alemana. Fue establecida en 1990, al reunirse en un solo cuerpo tres instituciones: la Biblioteca Alemana de Leipzig (Deutsche Bücherei Leipzig, fundada en 1912); la Biblioteca Alemana de Fráncfort del Meno (Deutsche Bibliothek Frankfurt, fundada en 1947) y el Archivo de Música de Berlín (Deutsches Musikarchiv Berlin). En un comienzo funcionó bajo el nombre de La Biblioteca Alemana (Die Deutsche Bibliothek), recibiendo su nombre actual en 2006. Desde 1999, su directora general es Elisabeth Niggemann, sustituyéndola en 2020 Frank Scholze. 
Su principal objetivo consiste en recoger y catalogar todas las publicaciones en alemán desde 1913 (incluyendo sus respectivas traducciones a lengua extranjera), así como también las existentes en otros idiomas en cuanto se refieran a Alemania.
Sus instalaciones están repartidas en las ciudades de Leipzig y Fráncfort, enfocándose cada centro a diferentes áreas de especialidad. Forma también parte de la institución el Archivo de Música de Berlín (Deutsches Musikarchiv Berlin), fundado en 1970. 
La colección de la Biblioteca Nacional de Alemania comprende 23,5 millones de obras (13,9 millones en Leipzig, 8,2 millones en Fráncfort y 1,4 millones en Berlín).

## Historia
Durante las Revoluciones alemanas de 1848 varios libreros y editores ofrecieron sus obras al Parlamento de Fráncfort para crear una biblioteca parlamentaria. La biblioteca, dirigida por Johann Heinrich Plath, recibió el nombre de Reichsbibliothek ("Biblioteca del Reich"). Tras el fracaso de la revolución, la biblioteca fue abandonada y el fondo de libros ya existente fue almacenado en el Germanisches Nationalmuseum en Núremberg.
En 1912, la ciudad de Leipzig, sede de la Feria del Libro anual de Leipzig, el Reino de Sajonia y la {ill}} (Asociación de libreros alemanes) acordaron fundar una Biblioteca Nacional Alemana en Leipzig. A partir del 1 de enero de 1913, se recogieron sistemáticamente todas las publicaciones en alemán (incluidos los libros de Austria y Suiza). Ese mismo año se eligió a Gustav Wahl como primer director.
Bajo el régimen nazi, de 1933 a 1945, las bibliotecas alemanas fueron censuradas, convirtiéndose en extensiones del régimen nacionalsocialista. Los libros que los nazis incautaron en los países ocupados entraron en las colecciones alemanas.
En 1946, Georg Kurt Schauer, Heinrich Cobet, Vittorio Klostermann y Hanns Wilhelm Eppelsheimer, director de la Biblioteca de la Universidad de Fráncfort, iniciaron el restablecimiento de una biblioteca de archivo alemana con sede en Fráncfort. Los representantes del Estado Federal del comercio del libro en la zona americana aceptaron la propuesta. La ciudad de Fráncfort aceptó apoyar la proyectada biblioteca de archivo con personal y recursos financieros. El gobierno militar estadounidense dio su aprobación. La biblioteca comenzó su trabajo en la sala de tabaco de la antigua biblioteca Rothschild, que sirvió de alojamiento a la biblioteca universitaria bombardeada. De este modo, en Alemania había dos bibliotecas, que asumieron las obligaciones y la función de una biblioteca nacional para la posterior República Democrática Alemana (RDA/DDR) y la República Federal de Alemania (RFA/RBD), respectivamente. Se publicaron anualmente dos catálogos bibliográficos nacionales de contenido casi idéntico.
Con la reunificación de Alemania, el 3 de octubre de 1990, la {ill y la {ill se fusionaron en una nueva institución, La Biblioteca Alemana (Die Deutsche Bibliothek). La "Ley sobre la Biblioteca Nacional Alemana" entró en vigor el 29 de junio de 2006. La ley reconfirmó el apoyo al depósito legal nacional en esta biblioteca y amplió el resumen de la colección para incluir las publicaciones en línea, marcando el camino para la recopilación, catalogación y almacenamiento de dichas publicaciones como parte del patrimonio cultural de Alemania. El máximo órgano de gestión de la Biblioteca, el Consejo de Administración, se amplió para incluir a dos diputados del Bundestag. La ley también cambió el nombre de la biblioteca y de sus edificios en Leipzig, Fráncfort del Meno y Berlín por el de "Deutsche Nationalbibliothek" (Biblioteca Nacional Alemana).
En julio de 2000, la DMA asumió también la función de depositaria de la GEMA, organización alemana de derechos de autor de la música. Desde entonces, los editores de música sólo tienen que presentar copias a la DMA, que se encarga tanto del archivo nacional como del registro de los derechos de autor. Las 210.000 obras de música impresa que antes tenía la GEMA se transfirieron a la DMA.

## Archivo Alemán del Exilio y controversia
Una de las actividades especiales de la Biblioteca Nacional Alemana consiste en la recopilación y el procesamiento de documentos impresos y no impresos de los emigrantes y exiliados de habla alemana durante el período comprendido entre 1933 y 1945.
La Biblioteca Nacional Alemana mantiene dos colecciones de exiliados: la Colección de Literatura del Exilio 1933-1945 de la Biblioteca Nacional Alemana de Leipzig y el Archivo del Exilio Alemán 1933-1945 de la Biblioteca Nacional Alemana de Fráncfort del Meno. Ambas colecciones contienen obras impresas escritas o publicadas en el extranjero por emigrantes de habla alemana, así como folletos y otros materiales producidos total o parcialmente por exiliados de habla alemana.
En 1998, la Biblioteca Nacional Alemana y la Fundación Alemana de Investigación iniciaron un proyecto financiado con fondos públicos para digitalizar la colección "Jewish Periodicals in Nazi Germany", de aproximadamente 30.000 páginas, que se publicaron originalmente entre 1933 y 1943. Además, se incluyeron en el proyecto 30 publicaciones de emigrantes en lengua alemana "German-language exile journals 1933-1945", que constaban de unas 100.000 páginas. Estas colecciones se pusieron en línea en 2004 y fueron algunos de los sitios más visitados de la Biblioteca Nacional Alemana.
En junio de 2012, la Biblioteca Nacional Alemana interrumpió el acceso a ambas colecciones en su sitio web por motivos legales. Desde entonces, las versiones digitalizadas sólo están disponibles para su uso en las salas de lectura de la Biblioteca Nacional Alemana en Leipzig y Fráncfort del Meno, lo que provocó en parte duras críticas. La Biblioteca Nacional Alemana citó como motivo la preocupación por los derechos de autor, alegando que, aunque la Biblioteca y la Fundación Alemana de Investigación tenían permiso de los propietarios de la publicación para ponerlos en línea, no se podía averiguar la propiedad de los "artículos huérfanos", es decir, de los autores individuales, como sería necesario porque la legislación alemana no incluye una "cláusula de uso justo".
El periódico judío en lengua alemana haGalil calificó la acción de las bibliotecas de "exceso de celo". Yves Kugelmann, director de Jüdische Medien AG en Zúrich, que posee los derechos de la revista Aufbau, una de las ofertas del Archivo del Exilio, calificó la acción de "completamente absurda, confusa y sin fundamento". Anne Lipp, de la Fundación Alemana de Investigación, concluyó que "todos los proyectos de la fundación", que han sido pagados con fondos públicos y con la intención de publicar en línea, "deben hacerse públicos".
Asmus, director del Deutsches Exilarchiv, afirma que primero hay que confirmar la propiedad de los artículos de más de 13.000 autores individuales y obtener permisos antes de que los artículos de entre 70 y 80 años de antigüedad puedan volver a ponerse en línea, a pesar de haber contado con el permiso de los legítimos propietarios de las publicaciones para poner los artículos en línea. Asmus admite que no hubo ni una sola queja por violación de los derechos de autor. Mientras tanto, otras instituciones alemanas e internacionales como Compact Memory, el Leo Baeck Institute  y archive.org no tienen tales reparos y han comenzado a restaurar muchas de las publicaciones periódicas eliminadas en Internet de nuevo.

## Grupo de trabajo para la recopilación de impresos alemanes
La Biblioteca Nacional Alemana sólo recoge impresos alemanes a partir de 1913. Debido a la historia de numerosos reinos del alemán, crear una colección unificada de todos los materiales impresos producidos en Alemania es un reto. Por ello, la Biblioteca Nacional colabora con otras cinco bibliotecas que poseen grandes colecciones para coordinar y desarrollar una colección completa de toda la literatura publicada en los países de habla alemana, a partir del año 1400. Este grupo se llama Arbeitsgemeinschaft Sammlung Deutscher Drucke (AG SDD, Grupo de Trabajo para la Colección de Impresos Alemanes). Las bibliotecas participantes y sus periodos de recopilación son:
- Biblioteca Estatal de Baviera en Múnich (1450-1600)
- Biblioteca Herzog August en Wolfenbüttel (1601-1700)
- Biblioteca Estatal y Universitaria de Göttingen (1701-1800)
- Biblioteca Universitaria Johann Christian Senckenberg en Frankfurt/Main (1801-1870)
- Biblioteca Estatal de Berlín-Preussicher Kulturbesitz en Berlín (1871-1912)
- Deutsche Nationalbibliothek en Fráncfort del Meno y Leipzig (1913-)[12]

## Tareas
En su función de biblioteca de archivo, la “Biblioteca Nacional Alemana” tiene la tarea de “recopilar, inventariar, hacer accesibles y listar bibliográficamente las obras de medios de comunicación publicadas en Alemania a partir de 1913 en adelante y las obras de medios de comunicación en lengua alemana publicadas en el extranjero a partir de 1913 en adelante, las traducciones de obras de medios de comunicación en lengua alemana a otros idiomas y las obras de medios de comunicación en lengua extranjera sobre Alemania en el original, asegurarlas permanentemente y ponerlas a disposición del público en general, proporcionar servicios bibliotecarios centrales y bibliográficos nacionales, operar el Archivo Alemán del Exilio 1933-1945, la Biblioteca de la Shoah de Ana Frank y el Museo Alemán del Libro y la Escritura, cooperar con instituciones especializadas en Alemania y en el extranjero y participar en organizaciones especializadas nacionales e internacionales ”. La “Biblioteca Nacional Alemana” comparte las tareas clásicas de una biblioteca nacional con la Biblioteca Estatal de Berlín y la Biblioteca Estatal de Baviera .

## Edificio en Leipzig

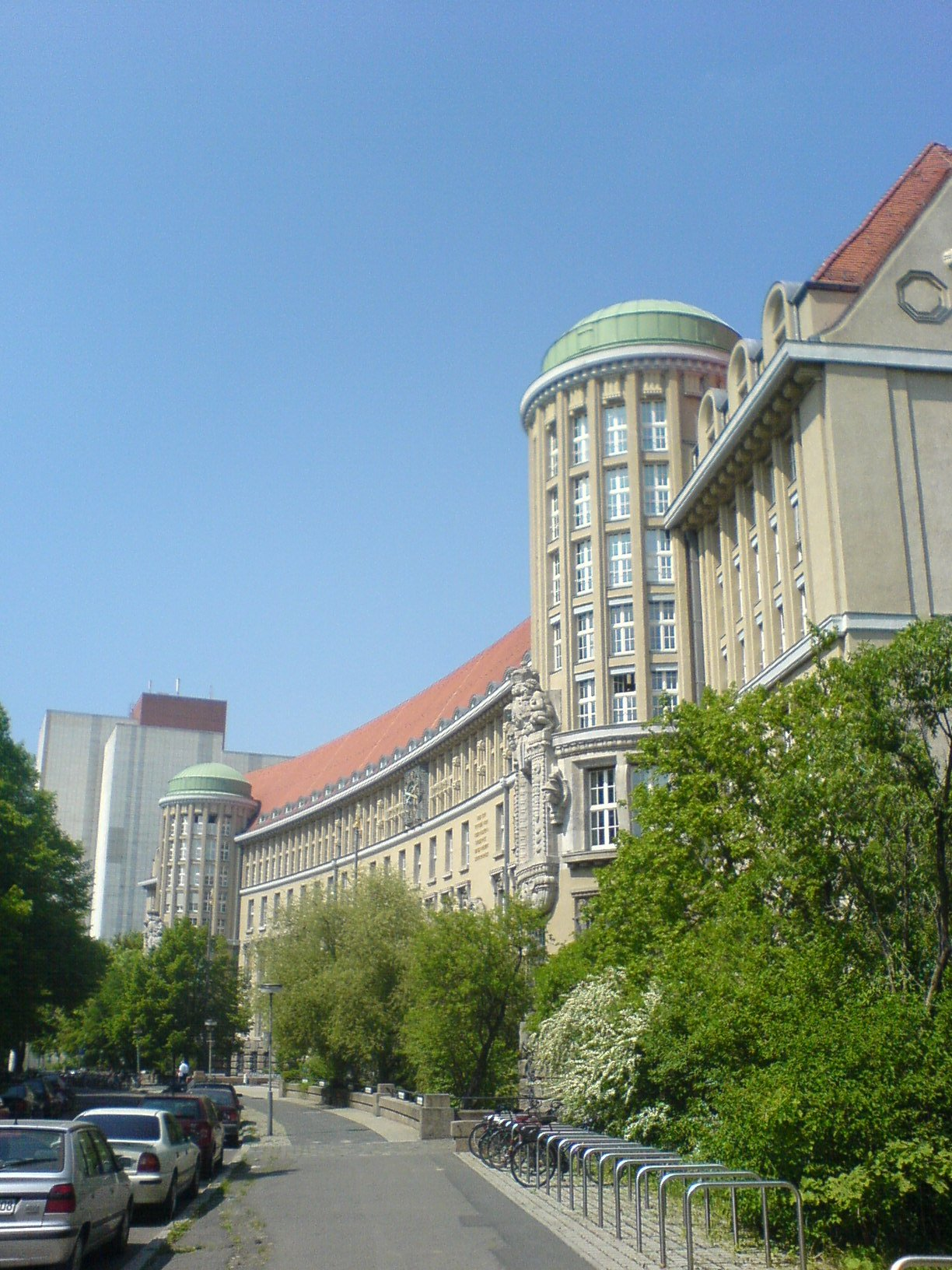
El edificio original de la Biblioteca Nacional Alemana en Leipzig de 1914.

El edificio principal de la Biblioteca Nacional Alemana de Leipzig fue construido entre 1914 y 1916 según los planos del arquitecto Oskar Pusch. La impresionante fachada tiene 160 metros de largo y da a la "Deutscher Platz" (Plaza Alemana). El edificio se inauguró el 19 de octubre de 1916.  El solar de la biblioteca había sido donado por la ciudad de Leipzig, mientras que Friedrich August III, Rey de Sajonia aportó los fondos para la construcción.
En la fachada se encuentran los retratos de Otto von Bismarck, Johann Wolfgang von Goethe y Johannes Gutenberg. Las estatuas representan la tecnología, la justicia, la filosofía, la medicina, etc. La sala de lectura central contiene un cuadro de Ludwig von Hofmann que representa la Arcadia en estilo Art Nouveau. En la escalera hay un mural con los fundadores de la biblioteca alemana. En la Biblioteca también se encuentra el Museo Alemán del Libro y la Escritura. La cuarta ampliación de la biblioteca comenzó en 2007 y se abrió al público el 9 de mayo de 2011. Fue diseñada por Gabriele Glockler, cuyo concepto para el edificio fue "Cover. Caparazón. Contenido". Conecta por primera vez todas las secciones del edificio.

## Edificio de Fráncfort del Meno
El edificio actual de la sucursal de Fráncfort se inauguró oficialmente el 14 de mayo de 1997. Los arquitectos de Stuttgart Arat-Kaiser-Kaiser recibieron el encargo de diseñar el edificio tras ganar un concurso de arquitectura en 1984. Sin embargo, la planificación se retrasó y la construcción no comenzó hasta 1992. Con una apariencia dominada por cuatro materiales principales: hormigón visto, acero, vidrio y arce canadiense claro, cuenta con más de 300 puestos de trabajo repartidos en tres plantas, con un gran ventanal que los ilumina a todos. El almacenamiento adicional se encuentra en tres niveles de almacenamiento subterráneo que se espera que contenga espacio suficiente hasta 2045.

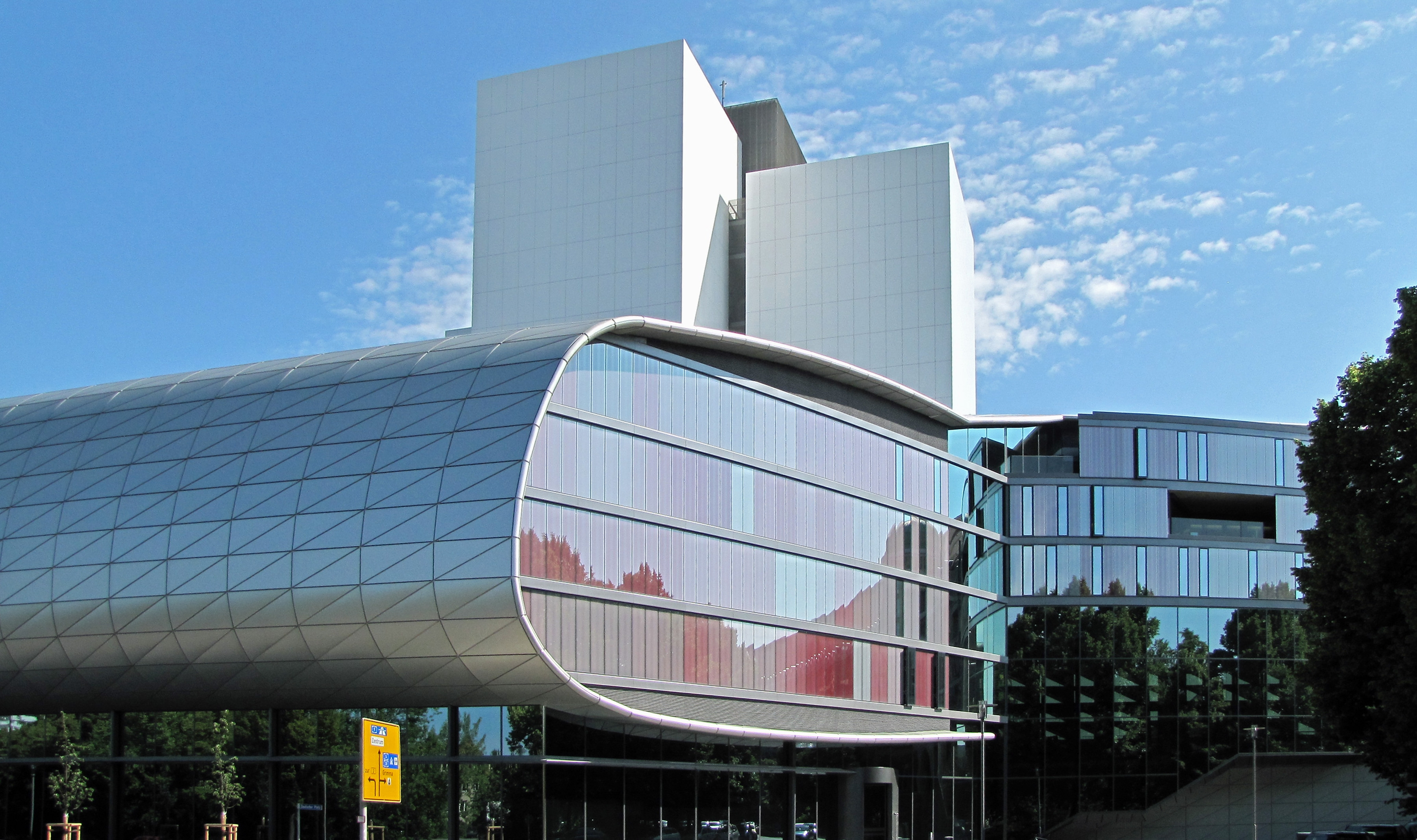
4.ª ampliación del complejo de la biblioteca de Leipzig de 2010

.